# Eberhard Zwicker
Pour les articles homonymes, voir Zwicker.
Karl Eberhard Zwicker (15 janvier 1924 à Öhringen - 22 novembre 1990, à Icking) était un scientifique allemand spécialiste de la psychoacoustique et professeur à l'Université technique de Munich.

## Biographie
Fils d'un professeur de lycée, Zwicker a étudié la physique et le génie électrique à l'Université de Stuttgart et fut l'assistant de Richard Feldtkeller (de), avec qui il a publié en 1967 Das Ohr als Nachrichtenempfänger (L'oreille comme récepteur de message), dans lequel il présente le concept de Frequenzgruppen, traduit en français par bande critique.
En 1967, il a été nommé professeur au sein de l'Institut d'électroacoustique nouvellement fondé de l'Université technique de Munich, où il a enseigné jusqu'à sa mort.
Zwicker est l'auteur du compendium Psychoakustik, de 1982, actualisé deux fois depuis sa mort par son disciple Hugo Fastl et traduit en anglais et en français.
Zwicker a développé la méthode de référence pour la comparaison des niveaux sonores (sonie). Le calcul se base sur les bandes critiques, au moyen, à l'origine, d'abaques. Les normes DIN 45631, puis ISO 532B décrivent la procédure.

## Son de Zwicker
En 1964, aux Bell Labs, il découvre une illusion auditive appelée son de Zwicker (Zwicker tone). Lorsqu'on soumet une personne pendant un certain temps à un bruit blanc dans lequel on a — autant que possible — supprimé une bande d'environ une demi-octave, lorsque ce bruit s'arrête, dans le silence la plupart des gens entendent un son dont la tonalité correspond à la fréquence centrale de la bande retirée.

## Principales publications
- Die Grenzen der Hörbarkeit der Amplituden- und Frequenzmodulation von Tönen und ihre Berücksichtigung in der Übertragungstechnik und der Hörphysiologie, Mémoire, Stuttgart 1952
- Die elementaren Grundlagen zur Bestimmung der Informationskapazität des Gehörs . Dans: Acustica . Bande 6, 1956, S. 365–381, Habilitationsschrift, 1956
- avec Richard Feldtkeller: Das Ohr als Nachrichtenempfänger . Hirzel, Stuttgart 1956; 2. Auflage, Hirzel, Stuttgart 1967
- avec Ernst Terhardt als Herausgeber: faits et modèles dans l'audition. Actes du Symposium sur les modèles psychophysiques et les faits physiologiques de l'audition. Tenue à Tutzing, Oberbayern, du 22 au 26 avril 1974 . Springer, Berlin [UC] 1974
- Psychoakustik . Springer, Berlin [ua] 1982,  (ISBN 3-540-11401-7)
- avec Manfred Zollner: Elektroakustik . Springer, Berlin [ua] 1984,  (ISBN 3-540-13509-X)  ; 3. Springer, Berlin [ua] 1993,  (ISBN 3-540-56600-7)
- avec Hugo Fastl: Psychoacoustics. Faits et modèles . Springer, Berlin [ua] 1990,  (ISBN 3-540-52600-5)  ; 3. Auflage, Springer, Berlin [UC] 2007,  (ISBN 978-3-540-23159-2)
- DIN 45631, Berechnung des Lautstärkepegels aus dem Geräuschspektrum . Verfahren nach Eberhard Zwicker